# 中车山东机车车辆
中车山东机车车辆有限公司位于山东省济南市槐荫区营市街街道，曾先后被更名为济南机厂、济南铁路工厂、济南机车车辆厂等名字，又因为附近有一棵标志性的槐树得到了“大槐树机厂”的昵称。工厂是津浦铁路北段（韩庄以北的区间）的配套设施；由于承建方为德国企业，工厂里的建筑都是德国风格的，至今还大多保存完好。另外，这里也是山东省第一个企业党支部和第一个产业工会的诞生地，因此它也被称为“红色大厂”。
2013年，作为近现代重要史迹及代表性建筑，工厂建筑群被列入第四批山东省文物保护单位。

## 历史

### 建成初期
在修建津浦铁路北段时，为修理该段的鐵路車輛，清政府提出了修建铁路维修厂的计划。于是，工厂于1910年开始建设，并于1913年4月1日建成投产。
由于津浦铁路北段是德国企业承建的，济南机器厂的建筑大多是德国风格的，管理权最初也由德方人员掌控。建厂初期，工厂的工人大部分是从山东各地招募的破产的农民、手工业者和失业工人，少部分为济南本地人。
第一次世界大战爆发后，工厂里的德国管理人员于1914年陆续离厂；到1917年，工厂的管理权完全转交北洋政府交通部。

### 劳工运动
机器厂工人贫苦的生活条件，加上济南市的地理位置（津浦、胶济两条铁路干线的交汇处），给劳工运动的诞生提供了土壤。机器厂最早建立起了工会和企业党组织，成为了中国劳工运动的“领头羊”，工厂也一直被视为山东省左翼活动的中心地带。
济南共产主义小组成立后，为了宣传马克思主义，中国共产党创始人之一的王尽美、罗章龙和津浦铁路浦镇机厂中华工会会长王荷波经常来到工厂的“公所”做宣传，很快便出现了一批骨干分子。1921年6月，机器厂的工人俱乐部正式成立，这是山东省第一个具有工会性质的组织。
1922年6月18日，山东省第一个产业工会——津浦铁路济南大槐树机厂工会在此建立，这也是全国建立最早的工会之一。当时有“北有北京长辛店、南有上海小沙渡（沪宁铁路工会）、中有济南大槐树”之说。工会成立不久，就领导工人前往天津进行了7天的请愿，并要求津浦铁路管理局改善待遇，最后其中的8条得到了满足。1923年，为声援遭到吴佩孚镇压的京汉铁路大罢工，机器厂也进行了为期3天的罢工。由于工会过于活跃，北洋政府当局强制解散了工会。
1924年10月，刘子久和李春荣开始在机器厂中活动，试图恢复工会建制。1925年春，经中共山东地方执行委员会批准，中共津浦铁路济南大槐树机厂党支部正式成立，刘子久任临时支部书记，后由李广义接任，共有16名党员；这是山东成立的第一个企业党支部。
1932年，以济南机器厂为中心，津浦铁路的工人们发起了大罢工。中共山东省委在写给中央的《对于目前津浦路工作的布置》中说:“津浦铁路工人把平素所受到的压迫、剥削、欺骗等等怨恨的情绪火花一般爆发出来，这是有全国政治意义的。”

### 日占和内战时期
1937年，在日军占领工厂前夕，工厂的设备悉数迁移至衡阳市；12月28日，日军占领工厂。随后，陆续从日本本土和中国东北运来机器设备，并采用高压政策控制工人。1938年下半年，一些青年工人偷偷离开了工厂，参加附近的抗日武装。1945年3月23日，盟军空军炸毁了工厂里大部分厂房和三分之一的设备，并炸死600余名工人，使工厂陷入瘫痪。
1945年11月，國民政府接管工厂并进行了维修和业务调整，还从山西省运来了一些机床。

### 中华人民共和国时期
1948年9月14日夜，济南战役打响；15日凌晨，工厂被解放军控制。
进入50年代，工厂成为了重要的蒸汽机车维护企业，在全国是修理机车型号最多的工厂。1949年后，济南机器厂新造了跃进型蒸汽机车，抢修了多种型号的蒸汽机车，成为蒸汽机车修理的骨干企业。济南大厂曾5次获得铁道部竞赛“优胜红旗”和中国共产党山东省委授予的“大庆式企业”等荣誉。期间，工厂修理的蒸汽机车车型多达10余个，客户遍布全国各铁路局和地方20多个省区的工矿企业，创造了年修机车545台、累计修车14402台的全路最高纪录。同时，机器厂还负责修理轨道吊车、制造气扳机以及进行路用设备大修。
1958年，工厂进行了大规模的改建和扩建。
为解决工厂供电不足的情况，交通部在1971年新建了配套的1000千瓦发电机组及厂房。

#### 转型
经营方式上，从1988年起，济南厂由部分经济承包转为实行全面经济承包。1994年，济南厂实行以劳动用工、分配和养老保险为主要内容的劳动工资综合配套改革。1996年，中车公司对济南厂实行资产经营责任制，同时将生产任务由指令性计划转为全部实行招标采购；1998年，机车厂开始对各生产单位实行独立核算、自负盈亏的经营机制。2002年起，济南车辆厂开始分离锻造、铸造、内燃、三机分厂及生活服务公司、医院、中学等辅助后勤单位。
经营业务方面，机器厂从1993年起转而制造铁路货车。截止到1993年年底，工厂超额完成200辆的货车生产计划，创造了转产不停产的奇迹。2007年起，工厂在研发制造铁路货车系列产品的基础上，开拓形成了风电装备、大型钢结构、环保智能机械和机电装备等产业。

#### 出口
2012年，中车山东公司向法国出口了40辆罐车；这是中華人民共和国铁路车辆首次进入西欧国家。
2017年3月22日，中车山东公司与伦敦地铁公司正式签署了66辆敞车、5辆平车的供货和技术支持合同。该项目是中国铁路货车出口欧洲发达国家地铁市场的首个订单。
2015年，加蓬向中车山东公司购买了94辆货车车厢，又在3年后将350辆货车及444辆货车在10年间的维保任务交给了此公司。

### 名称及隶属变革
| 时期       | 名称变化                     | 隶属关系                     |
| ---------- | ---------------------------- | ---------------------------- |
| 1910年     | 济南机器厂                   | 津浦铁路总局                 |
| 1914年     | 济南机厂                     | 北洋政府交通部津浦铁路管理局 |
| 1938年7月  | 济南铁路工厂                 | 济南铁路局                   |
| 1939年3月  | 济南铁路工厂                 | 日本华北交通株式会社         |
| 1945年4月  | 济南铁路工厂                 | 日本华北军部济南地方交通团   |
| 1945年10月 | 济南铁路工厂                 | 交通部济南区铁路局           |
| 1946年3月  | 津浦区铁路管理局济南机厂     | 津浦区铁路管理局             |
| 1948年11月 | 华东区铁路管理总局济南工厂   | 华东区铁路管理总局           |
| 1949年4月  | 济南铁路管理局济南工厂       | 济南铁路管理局               |
| 1951年12月 | 济南机车车辆修理工厂         | 铁道部机车车辆修理局         |
| 1953年2月  | 济南机车车辆修理工厂         | 铁道部厂务局                 |
| 1954年     | 济南机车修理工厂             | 铁道部机车车辆工厂管理局     |
| 1955年7月  | 济南机车车辆修理工厂         | 铁道部机车车辆修理工厂管理局 |
| 1958年9月  | 铁道部济南机车工厂           | 铁道部机车车辆工厂管理总局   |
| 1959年     | 铁道部济南机车工厂           | 铁道部工业总局               |
| 1966年5月  | 济南机车工厂                 | 解放军驻济南部队军代表       |
| 1970年9月  | 交通部济南机车工厂           | 交通部工业总局               |
| 1975年     | 铁道部济南机车工厂           | 铁道部工业总局               |
| 1986年2月  | 铁道部济南机车工厂           | 铁道部机车车辆工业总公司     |
| 1989年9月  | 铁道部济南机车工厂           | 中国铁路机车车辆工业总公司   |
| 1994年3月  | 济南机车车辆厂               | 中国铁路机车车辆工业总公司   |
| 2000年9月  | 济南机车车辆厂               | 中国北方机车车辆工业集团公司 |
| 2002年9月  | 中国北车集团济南机车车辆厂   | 中国北方机车车辆工业集团公司 |
| 2007年7月  | 济南轨道交通装备有限责任公司 | 中国北方机车车辆工业集团公司 |
| 2008年7月  | 济南轨道交通装备有限责任公司 | 中国北车股份有限公司         |
| 2016年8月  | 中车山东机车车辆有限公司     | 中国中车股份有限公司         |
| 2018年5月  | 中车山东机车车辆有限公司     | 中车齐车集团                 |

## 旧建筑
现存的旧有建筑主要有四维亭、道格米里（1911年的首任德籍厂长）办公楼、道格米里寓所、高级职员公寓、日式厂房和水塔共6幢建筑，均为较典型的日耳曼风格建筑。
- 四维亭在工厂东门外球场、东侧法桐树林中，建于1917年，是工厂建厂初期的建筑遗存。“四维”之名来源于孫中山先生的“四维八德”道德标准[3]。
- 德国高级管理人员公寓楼在四维亭的东侧，至今仍在使用。公寓楼呈不对称式，比较小巧精致，山墙墙体骨架外露，是典型的德国建筑风格[3]。
- 道格米里办公楼靠近工厂的东门，坐北向南，为一座三层德式建筑，占地面积638平方米[2]。大楼始建于1910年，设计者是济南老站的德国设计师赫尔曼·菲舍尔[3]。这座楼在细部装饰上非常讲究，整体对称式的设计又具有中国建筑元素，这种中西合璧的建筑风格在二十世纪初德国在华建设的工厂办公建筑中比较罕见[3]。整幢楼是砖石结构，屋顶为半木构架。底层外墙用的蘑菇石饰面，一层二层之间有一条腰线，一屋四坡顶，有阁楼[3]。目前办公大楼是作为济南机器厂的厂史馆开放[3]。
- 道格米里寓所为二层木结构楼房，四坡大瓦顶，坐北面南，有半地下室，窗台以上为砖混水墙，占地面积390平方米[2]。
- 日式厂房在道格米里寓所西北方向，砖石钢结构，有南北两排结构相连、内部相通的单体建筑组成，屋顶为锯齿形，直面为采光窗，建筑面积1584平方米[2]。
- 水塔在日式厂房东侧，容量为50立方米，今已废弃。水塔外表为砖砌，内为木楼梯、木地板，内部结构有内凹的曲线形坡屋顶，以及拉长的拱形墙龛等[2]。

### 济南氧气场
1938年，日本侵略者占领济南后，一位日本人在济南市经三路纬四路设立了济南瓦斯场，后又在1944年将工厂卖给了济南机车厂，使其成为工厂下属氧气场。当时工厂占地面积500平方米，建筑面积180平方米。解放军进驻济南后，氧气场迁入厂内并划为工厂的一个车间，厂房建筑面积增至1637平方米。

## 工厂数据
|        | 工人 | 厂区面积（公顷）            | 厂房面积（公顷） | 机器设备（台） |
| ------ | ---- | --------------------------- | ---------------- | -------------- |
| 1913年 | 411  | 57.4                        | 3.1              | 82             |
| 1914年 | 654  | 57.4                        | 3.1              | 97             |
| 1937年 | 1209 | 57.4                        | 3.1              | 349            |
| 1941年 | 2303 | 57.4                        | 3.1              | 107            |
| 1946年 | 1700 | 72.2                        | 3.8              | 251            |
| 1957年 | 2350 | 72.2                        | 4.4              | 994            |
| 1962年 | 3588 |                             | 5.9              | 1664           |
| 1964年 |      |                             | 7.9              | 1814           |
| 1985年 |      | 58.4（厂区） 21.4（生活区） | 12.8             | 1775           |
| 2005年 | 3114 |                             |                  |                |

| 时期         | 生产/维修能力                                                                 |
| ------------ | ----------------------------------------------------------------------------- |
| 1913年       | 月修机车3台，客车2辆，货车10辆                                                |
| 1947年       | 预计月修机车15台，客车大修12辆，货车大修150辆                                 |
| 1952年       | 年修蒸汽机车124台                                                             |
| 1958年       | 年修蒸汽机车241台                                                             |
| 七五计划末期 | 预计年修蒸汽机车600台、轨道起重机80台                                         |
| 1985年       | 年修蒸汽机车420台，轨道起重机46台 生产钢水1976吨，机车配件3991件，气扳机665台 |